# Vastse-Kuuste (plaats)
Vastse-Kuuste {Duits: Neu-Kusthof) is een plaats in de Estlandse gemeente Põlva vald, provincie Põlvamaa. De plaats heeft de status van groter dorp of ‘vlek’ (Estisch: alevik).
Tot in oktober 2017 was Vastse-Kuuste de hoofdplaats van de gemeente Vastse-Kuuste. In die maand werd de gemeente bij de gemeente Põlva vald gevoegd.
Vastse-Kuuste heeft een station aan de spoorlijn Tartu - Petsjory. Ten zuiden van de plaats ligt het meer Asu järv met een oppervlakte van 5,2 ha.

## Bevolking
De ontwikkeling van het aantal inwoners blijkt uit het volgende staatje:
| Jaar            | 2011 | 2017 | 2019 | 2020 | 2021 |
| --------------- | ---- | ---- | ---- | ---- | ---- |
| Aantal inwoners | 396  | 425  | 408  | 400  | 390  |

## Geschiedenis
In 1789 werd het landgoed Kusthof, voor het eerst genoemd in 1521, gesplitst in Alt-Kusthof (Vana-Kuuste, ‘Oud-Kusthof’) en Neu-Kusthof (Vastse-Kuuste, ‘Nieuw-Kusthof’). De eerste eigenaar van Neu-Kusthof was Otto Reinhold, die het landgoed al spoedig verkocht aan Otto Magnus von Richter. Het terrein stond voor de opsplitsing al bekend als Neu-Kusthof, want in 1782 was al sprake van een dorp Neu-Kuuh. Het dorp heette eerder Mustamõisa en werd al genoemd in 1713.
Johann Peet was de laatste eigenaar voor het landgoed in 1919 door het onafhankelijk geworden Estland werd onteigend. Het landhuis van het landgoed, gebouwd in de tweede helft van de 19e eeuw, diende daarna eerst als dorpshuis en vanaf 1942 als school. Ook de plaatselijke bibliotheek is in het voormalige landhuis gevestigd.

## Foto's

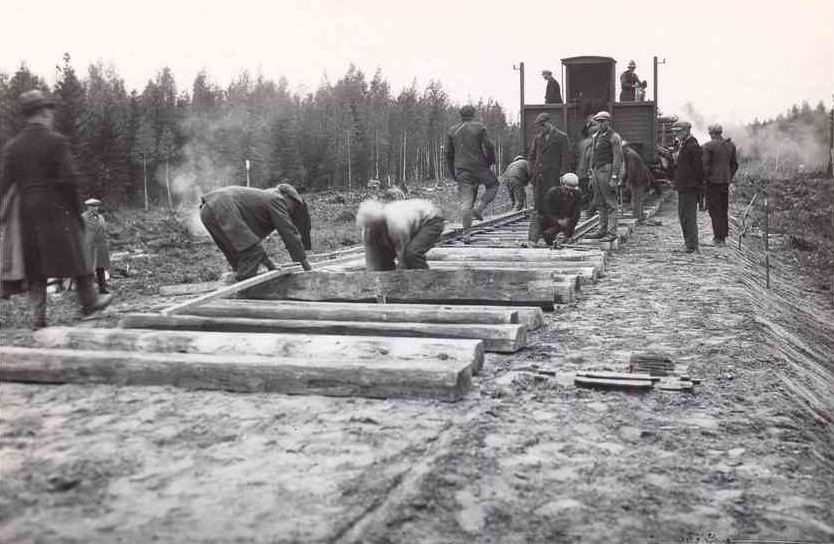
De aanleg van de spoorlijn Tartu - Petsjory bij Vastse-Kuuste in 1930
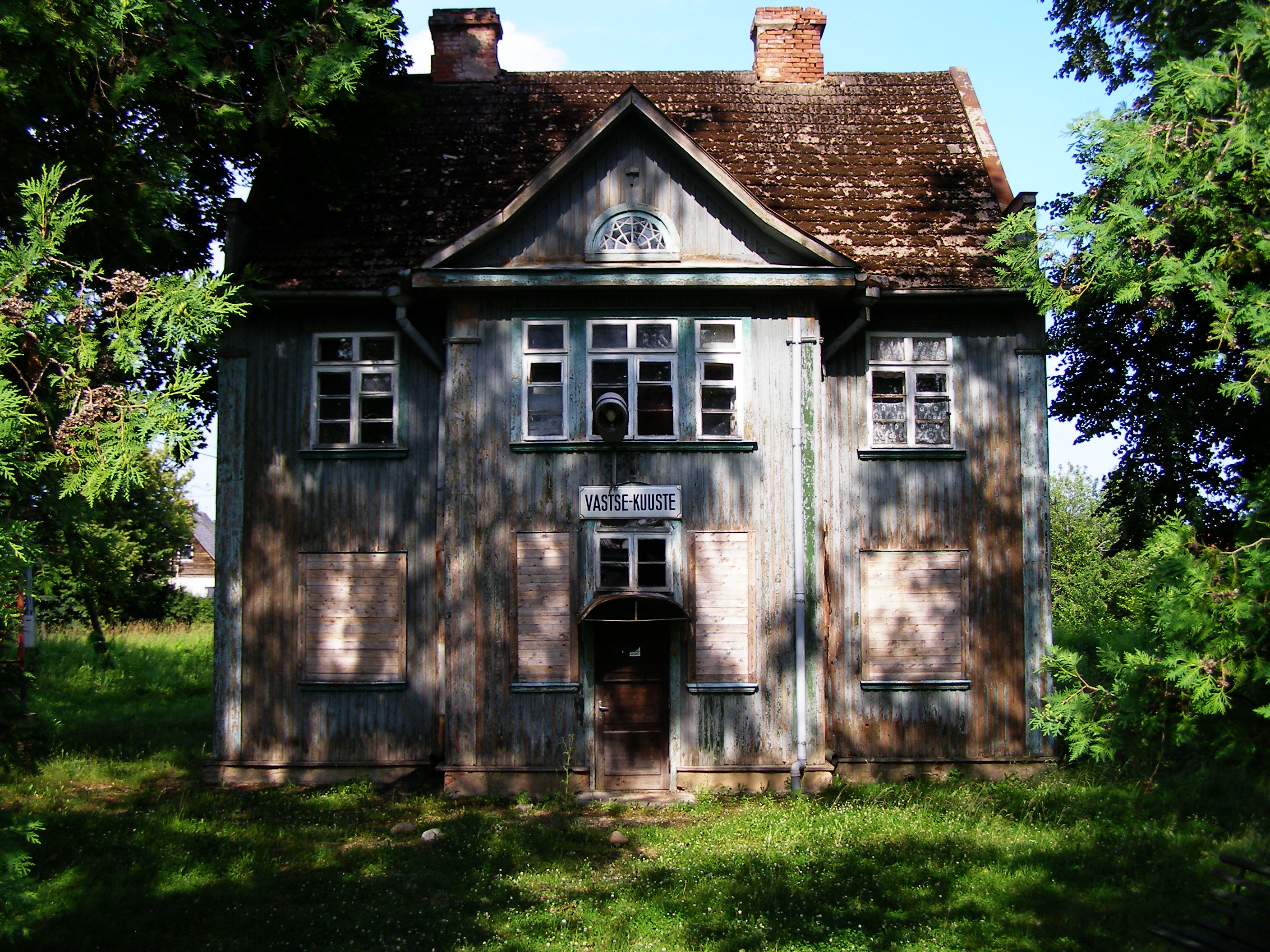
Het vroegere stationsgebouw anno 2013
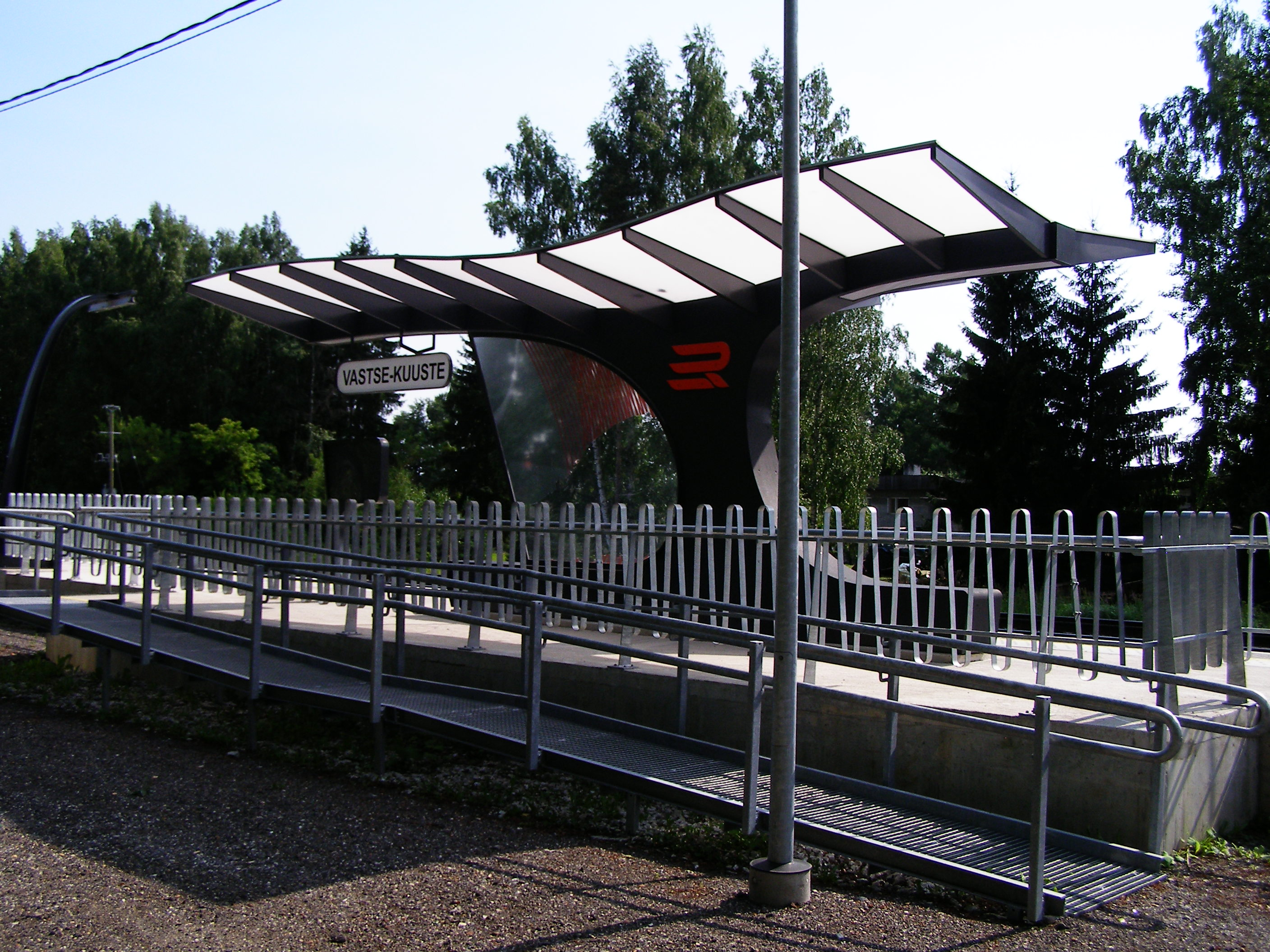
Het gemoderniseerde station